# 5147 Маруяма
5147 Маруяма (5147 Maruyama) — астероїд головного поясу, відкритий 28 січня 1992 року.
Тіссеранів параметр щодо Юпітера — 3,360.